# 嘉義國際藝術紀錄影展
嘉義國際藝術紀錄影展（簡稱CIADFF），為一於臺灣嘉義市舉辦之在地影展，主要以藝術紀錄片為主軸，藝術總監為臺灣導演黃明川。

## 歷史沿革
前身為嘉義國際藝術紀錄片影展，創始於2014年的臺灣紀錄片影展。並舉辦「藝術紀錄片論壇」的相關活動。

## 外部連結
- 官方网站
- 嘉義國際藝術紀錄影展的Facebook專頁